# Storbritanniens Grand Prix 1982
Storbritanniens Grand Prix 1982 var det tionde av 16 lopp ingående i formel 1-VM 1982.  

## Resultat
1. Niki Lauda, McLaren-Ford, 9 poäng
2. Didier Pironi, Ferrari, 6
3. Patrick Tambay, Ferrari, 4
4. Elio de Angelis, Lotus-Ford, 3
5. Derek Daly, Williams-Ford, 2
6. Alain Prost, Renault, 1
7. Bruno Giacomelli, Alfa Romeo
8. Brian Henton, Tyrrell-Ford
9. Mauro Baldi, Arrows-Ford
10. Jochen Mass, March-Ford

### Förare som bröt loppet
- Andrea de Cesaris, Alfa Romeo (varv 66, elsystem)
- Eddie Cheever, Ligier-Matra (60, motor)
- Marc Surer, Arrows-Ford (59, motor)
- Keke Rosberg, Williams-Ford (50, bränslesystem)
- Michele Alboreto, Tyrrell-Ford (44, motor)
- Jacques Laffite, Ligier-Matra (41, växellåda)
- Derek Warwick, Toleman-Hart (40, bakaxel)
- Nigel Mansell, Lotus-Ford (29, illamående)
- Nelson Piquet, Brabham-BMW (9, bränslesystem)
- Roberto Guerrero, Ensign-Ford (3, motor)
- Jean-Pierre Jarier, Osella-Ford (2, kollision)
- Chico Serra, Fittipaldi-Ford (2, kollision)
- John Watson, McLaren-Ford (2, snurrade av)
- Riccardo Patrese, Brabham-BMW (0, kollision)
- René Arnoux, Renault (0, kollision)
- Teo Fabi, Toleman-Hart (0, kollision)

### Förare som ej kvalificerade sig
- Manfred Winkelhock, ATS-Ford
- Jan Lammers, Theodore-Ford
- Eliseo Salazar, ATS-Ford
- Raul Boesel, March-Ford